# Isabelino Acosta
Isabelino Acosta (2 dicembre 1956) è un ex calciatore paraguaiano, di ruolo attaccante.

## Carriera

### Club
Giocò nella massima serie paraguaiana con Sol de América e Cerro Porteño.

### Nazionale
Con la Nazionale paraguaiana vinse la Copa América 1979.